# Beleg van Odawara (1569)
Het tweede Beleg van Odawara vond plaats in 1569, tijdens de Japanse Sengoku-periode. Ondanks de eerdere mislukte belegeringen van kasteel Hachigata en kasteel Takiyama besloot Takeda Shingen toch op te trekken tegen de hoofdstad van de Hojo-clan, kasteel Odawara. Het beleg duurde slechts drie dagen, waarna de troepen van de Takeda de stad tot de grond toe afbranden en vertrokken. Het kasteel zelf werd niet veroverd en bleef in handen van de Hojo.